# National Soccer League
National Soccer League, ofta förkortat NSL, var den högsta divisionen i fotboll i Australien mellan 1977 och 2004. Även ett lag från Nya Zeeland spelade i NSL. Efter att NSL lades ner 2004 startades säsongen efter istället den nya ligan A-League.

## Historik
När NSL grundades 1977 var det första gången som Australien fick en nationellt täckande serie i fotboll. Första säsongen deltog 14 lag. NSL kom under de första åren att domineras av klubbarna från Sydney. På grund av minskad publik utökades serien kraftigt under början av 1980-talet för att under två säsonger delas upp i två serier där vinnarna mötte varandra i en final. 
Från början spelades serien höst-vår, men under 1989 gick NSL över till att spelas vår-höst istället från och med säsongen 1989/1990. Under mitten av 1990-talet utökades serien ytterligare och för första gången kom även ett lag från Western Australia med när Perth Glory FC debuterade i NSL 1996.
Under början av 2000-talet hamnade ligan i ett allt större krisläge då många klubbar fick ekonomiska problem, sponsorer försvann och publiktillströmningen sjönk kraftigt. År 2004 gick det inte att hålla igång ligan längre och den lades ner till förmån för den nya mindre och fullt professionella A-League. Fem av klubbarna i den nya ligan hade tidigare spelat i NSL. Sista klubb att bli mästare i NSL blev Perth Glory FC som vann de två sista säsongerna.

## Klubbar som deltog
| - Adelaide City FC (1977-2003) - Adelaide United FC (2003-2004) - APIA Leichhardt Tigers FC (1979-1992) - Blacktown City FC (1980-1981, 1984-1986, 1989-1990) - Brisbane City SC (1977-1986) - Brisbane Lions SC (1977-1986, 1988) - Brisbane Strikers FC (1991-2004) - Brunswick Juventus FC (1984-1988, 1993-1995) - Canberra City FC (1977-1986) - Canberra Cosmos FC (1995-2001) - Canterbury-Marrickville Olympic FC (1986) - Carlton SC (1997-2001) - Collingwood Warriors SC (1996-1997) - Football Kingz FC (1999-2004) (från Nya Zeeland) | - Footscray JUST (1977-1989) - Green Gully SC (1984-1986) - Heidelberg United FC (1977-1987, 1989, 1990-1995) - Inter Monaro SC (1985-1986) - Marconi Stallions FC (1977-2004) - Melbourne Knights FC (1984-2004) - Mooroolbark SC (1977) - Morwell Falcons SC (1992-2001) - Newcastle Breakers (1991-2000) - Newcastle KB United (1978-1984) - Newcastle Rosebud United FC (1984-1986) - Newcastle United Jets FC (2000-2004) - Northern Spirit FC (1998-2004) - Parramatta Eagles FC (1984 och 1989-1995) | - Parramatta Power SC (1999-2004) - Penrith City SC (1984-1985) - Perth Glory FC (1996-2004) - Preston Lions FC (1981-1993) - South Melbourne FC (1977-2004) - St. George Saints FC (1977-1980, 1982-1991) - Sunshine George Cross FC (1984-1991) - Sydney City SC (1977-1987) - Sydney Olympic FC (1977-1979, 1981-2004) - Sydney United FC (1984-2004) - West Adelaide SC (1977-1986, 1989-1990, 1991-1999) - Western Suburbs SC (1977-1978) - Wollongong Macedonia FC (1990-1991) - Wollongong Wolves FC (1981-1986, 1988-2004) |

## Mästare
| - 1977 Sydney City SC - 1978 West Adelaide SC - 1979 Marconi Stallions FC - 1980 Sydney City SC - 1981 Sydney City SC - 1982 Sydney City SC - 1983 St. George Saints FC - 1984 South Melbourne FC - 1985 Brunswick Juventus FC - 1986 Adelaide City FC - 1987 APIA Leichhardt Tigers FC | - 1988 Marconi Stallions FC - 1989 Marconi Stallions FC - 1989/1990 Sydney Olympic FC - 1990/1991 South Melbourne FC - 1991/1992 Adelaide City FC - 1992/1993 Marconi Stallions FC - 1993/1994 Adelaide City FC - 1994/1995 Melbourne Knights FC - 1995/1996 Melbourne Knights FC - 1996/1997 Brisbane Strikers FC - 1997/1998 South Melbourne FC | - 1998/1999 South Melbourne FC - 1999/2000 Wollongong Wolves FC - 2000/2001 Wollongong Wolves FC - 2001/2002 Sydney Olympic FC - 2002/2003 Perth Glory FC - 2003/2004 Perth Glory FC |